# Ireneusz Pracharczyk
Ireneusz Pracharczyk (ur. 1954) – polski zawodnik, trener i działacz kajakarski, przedsiębiorca. Jako zawodnik był wielokrotnym Mistrzem Polski, a także medalistą i reprezentantem Polski na zawodach międzynarodowych. Tytuły i medale zdobywał m.in. podczas Mistrzostw Świata i Mistrzostw Europy Mastersów w C-1, C-2, C-4 i smoczych łodziach – łącznie ponad 120 medali.

## Życiorys

### Zawodnik
W 1968 rozpoczął treningi w Klubie Sportowym Budowlani Poznań (trener: Stanisław Zwierzchowski). Został wówczas wielokrotnym medalistą Mistrzostw Polski juniorów w C-1. Od 1973, podczas służby wojskowej, reprezentował Zawiszę Bydgoszcz, będąc m.in. reprezentantem Polski. Po zakończeniu służby wojskowej wrócił do Budowlanych Poznań, a następnie występował w barwach Warty i (od 1985) Posnanii. W 1976 (Rybnik) wywalczył tytułu Mistrza Polski w kanadyjkach, w konkurencji C-1 Seniorów.

### Trener
W 1981 otrzymał zadanie utworzenia profesjonalnej grupy kanadyjkarzy w Posnanii i w 1985 grupa ta zdobyła osiem medali w rywalizacji kanadyjek C-1, C-2 i C-4 na Mistrzostwach Polski Młodzików w Białym Borze. Przez kolejne 36 lat jego wychowankowie dominowali na Mistrzostwach Polski Juniorów, co było wynikiem systematycznej współpracy ze szkołami. Od 1985 do chwili obecnej, jako trener współpracuje z Polskim Związkiem Kajakowym osiągając z zawodnikami największe sukcesy w historii kanadyjek w Posnaii i w Polsce. 
Jako trener I klasy wychował i wytrenował m.in.: Arkadiusza Mąkinę, Rafała Rogozieckiego, Marka Schmidta, Macieja Trzuskawskiego, Dawida Gluzę, Mariusza Kruka i Pamelę Gawrońską. Jego wychowankowie łącznie (do 2017) zdobyli 993 medale rangi Mistrzowskiej, w tym 31 medali Mistrzostw Świata i 23 Mistrzostw Europy, a także 352 tytułów Mistrza Polski. Siedmiu kanadyjkarzy z Posnanii brało udział sześciu Igrzyskach Olimpijskich. 25 trenowanych przezeń zawodników posiada tytuły profesora, doktora, magistra i inżyniera.
Od 2013 był prezesem Wielkopolskiego Związku Kajakowego. W latach 2013, 2014, 2015, 2016 i 2017 zorganizował Jeziorze Maltańskim Mistrzostwa Polski Seniorów, Puchar Świata, Mistrzostwa Europy Juniorów i U23, oraz Mistrzostwa Europy w Kajak Polo i Smoczych Łodziach. W tych samych latach, wolontariacko, zorganizował kilkanaście memoriałów i zawodów o niższej randze. Od 2014 do 2018 pozostawał członkiem Poznańskiego Stowarzyszenia Olimpijskiego, od 2005 członkiem zarządu Posnanii, a w latach 2013-2016 również członkiem zarządu Polskiej Fundacji Kajakowej. Od 2013 jest też członkiem zarządu Wielkopolskiego Stowarzyszenia Sportowego. Do pracy w Wielkopolskim Związku Kajakowym udało mu się skłonić takie osoby jak Izabela Dylewska, Agata Piszcz-Dziamska, Jolanta Rzepka i Dorota Błaszczak. Należy do niego przedsiębiorstwo "Olimpijczyk Bis", handlujące sprzętem sportowym, współpracujące przede wszystkim z AZS-AWF Gorzów Wielkopolski.

## Odznaczenia
Za wybitne osiągnięcia sportowe odznaczono go lub wyróżniono:
- Brązowym, Srebrnym i Złotym Krzyżem Zasługi,
- Brązowym, Srebrnym i Złotym medalem za zasługi dla Polskiego Komitetu Olimpijskiego,
- wyróżnieniem Zasłużony dla Wielkopolski i Zasłużony dla Miasta Poznania,
- Medalem Komisji Edukacji Narodowej,
- 20-krotnie nagrodami Ministra Sportu I i II stopnia
- ponad sto razy w różny sposób przez premiera, wojewodę wielkopolskiego, marszałka województwa wielkopolskiego i Prezydenta Miasta Poznania
- w 1997 przez czytelników Głosu Wielkopolskiego i Gazety Poznańskiej tytułem najpopularniejszego trenera 90-lecia klubu Posnania,
- w plebiscycie Gazety Poznańskiej (2002) tytułem Najlepszy trener Wielkopolski (w następnych latach zajmował kilkakrotnie miejsca drugie)[2].